# Иркут А-002
Иркут А-002М — лёгкий многоцелевой автожир.

## История разработки
Разработан конструкторами ОКБ легкой авиации Иркутского авиационного производственного объединения «Иркут». Он является первой самостоятельной разработкой в ОКБ лёгкой авиации ОАО «ИАПО». Автожир А-002 совершил первый полёт в 2001 году. При скорости ветра более 12-15 м/с взлетает с места, в штиль нужен разбег длиной от 5 до 100 м в зависимости от методики взлета. Клёпаная обшивка выполнена из дюралюминия. Первая построенная партия состояла из пяти автожиров.
Начало разработки относится к 1997 году, когда было получено задание на создание тактико-технических требований к трёхместному автожиру с закрытой обогреваемой кабиной. Официальный приказ Генерального директора о старте проекта был издан 15 февраля 1999 г. Тогда же началась разработка концепции. Эскизный проект был разработан в 1999—2000 годах. В 2001 году экземпляр автожира демонстрировался на авиасалоне МАКС-2001. В 2002 году экспериментальный аппарат совершил первый полёт. В 2002 году было объявлено о начале серийного производства. Однако в октябре 2003 года «Иркут» задержал поставки автожиров до 2004 года, и сократил планируемую серию до 5 аппаратов. После этого компания долго не выпускала пресс-релизов по поводу автожира, вплоть до апреля 2005 года, когда было сообщено, что испытания подходят к завершению, с началом поставки аппаратов заказчику в середине 2005 года, чего также не произошло. Модификация автожира А-002, названная А-002М, совершила первый полет 3 ноября 2005 года.

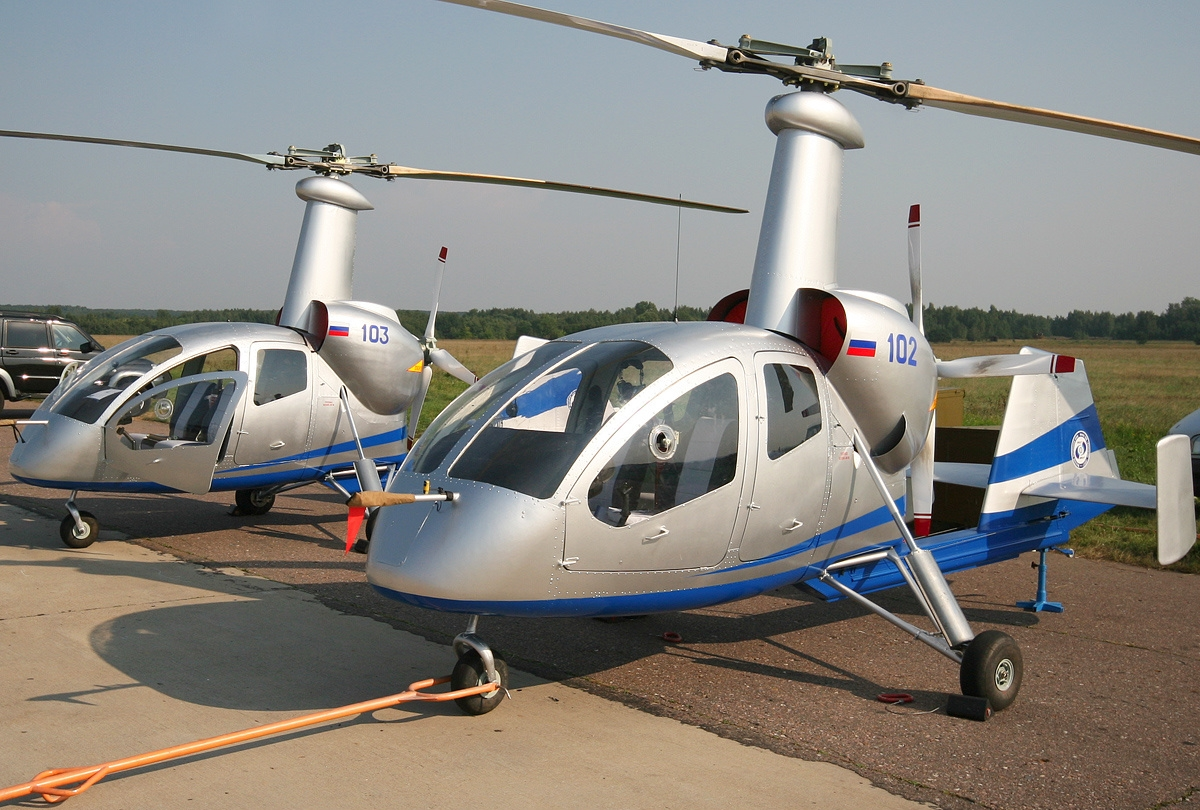
А-002M и А-002 на авиасалоне МАКС-2007

В 2008 году было объявлено о сертификации типа автожира в этом году по действующим авиационным правилам, однако даже к 2012 году сертификат получен ещё не был. В 2010 году была опубликована спецификация более тяжелой и дорогой версии аппарата А-002М. Производитель на своём сайте сообщал о разработке беспилотной версии аппарата. В 2015 году программа закрыта.

## Аварии и происшествия
24 июля 2012 года в 16:24 по местному времени вследствие отказа двигателя автожир Иркут-А002М произвёл вынужденную посадку на авторотации в болотистую местность в районе населённого пункта Боково Иркутской области. Экипаж в составе одного пилота не пострадал. При приземлении в болото из-за неграмотных действий пилота произошло опрокидывание и разрушение ВС. Отказ двигателя произошёл из-за разрушения магистрали маслосистемы вследствие повышенных вибрационных нагрузок. Контроль давления масла, кроме аварийного табло (сработавшего одновременно с отказом двигателя), на данной модели не предусмотрен конструктивно

## Характеристики
- Модификация: Иркут А-002М
- Экипаж: 1 (+1) чел.
- Полезная нагрузка: 2 пассажира или 350 кг груза
- Диаметр несущего винта: 10,35 м
- Диаметр маршевого винта: 1,82 м
- Длина: 5,3 м
- Высота: 3,20 м
- Масса:
  - пустого: 715
  - максимальная взлётная: 1060
  - взлётная в перегрузочном варианте: 1060
- Двигатель: поршневой 4-х цилиндровый оппозитный бензиновый инжекторный двигатель СТА-250 с жидкостным охлаждением; цифровой блок управления
- Топливо: бензин АИ-98 или Аи-95
- Максимальный запас топлива в баках 150 л
- Мощность: 1 × 260 л. с. (максимальная), 210 л. с. (длительная)
- Максимальная скорость: 210 км/ч
- Крейсерская скорость: (120…140) км/ч
- Минимальная скорость: 40 км/ч
- Практическая дальность: 530 км
- Скороподъёмность: (2…5) м/с
- Практический потолок: 2100 м

Официальная информация по автожиру: см. a002m.ru